# NGC 7003
NGC 7003 هي مجرة حلزونية ضلعية تبعد حوالي 220 مليون سنة ضوئية تقع في في كوكبة الدلفين. تم اكتشاف المجرة من قبل العالم الألماني الفلكي هاينريش لويس أريست في 26 أغسطس 1864. يوجد هناك أيضا مستعر أعظم واحد على الأقل لوحظ في NGC 7003.

## إكتشافات 2011
```
في 12 مايو 2011 تم اكتشاف سوبرنوفا من النوع الثاني عرف باسم SN2011dk في NGC 7003.
[
5
]
[
6
]
```

## وصلات خارجية
- NGC 7003 على موقع ويكي سكاي: DSS2, SDSS, GALEX, IRAS, Hydrogen α, X-Ray, Astrophoto, Sky Map, Articles and images